# 伯勒爾 (加利福尼亞州)
伯勒爾（英語：Burrel）是位於美國加利福尼亞州弗雷斯諾縣的一個非建制地區。該地的面積和人口皆未知。

## 地理
伯勒爾的座標為36°29′18″N 119°59′07″W / 36.48833°N 119.98528°W，而該地的平均海拔高度為62米（即203英尺）。